# Pula (valuta)
Pula (P Pula) är den valuta som används i Botswana i Afrika. Valutakoden är BWP. 1 Pula delas i 100 thebe.
Valutan infördes 1976 och ersatte den sydafrikanska randen, och har fått sitt namn från bantuspråket setswanas ord pula som betyder "regn" och "välsignelse". Thebe betyderpå setswana "droppar" och "sköld".

## Användning
Valutan ges ut av Bank of Botswana.

## Valörer
- mynt: 1, 2 och 5 pula
- underenhet: 1, 5, 10, 25 och 50 thebe
- sedlar: 10, 20, 50 och 100 pula